# VFW VC 400
Die VFW-Fokker VC 400 war ein Projekt für ein senkrechtstartendes und -landendes Transportflugzeug des deutschen Herstellers VFW-Fokker aus den 1960er Jahren. Die vier Rotoren des Wandelflugzeugs sollten paarweise an kippbaren Tandemflügeln angeordnet sein. Im Gegensatz zu ähnlichen Papier-Projekten aus dieser Zeit, erreichte die VC 400 das Stadium eines Prüfstandbaus. Das Projekt wurde 1971 noch vor Fertigstellung des Prüfstands (Baustufe A) aus finanziellen Gründen aufgegeben.
Die VC 400 sollte als mittelschweres VTOL-Transportflugzeug auf Mittel- und Kurzstrecken für zivile und militärische Zwecke eingesetzt werden.

## Geschichte

### Vorgeschichte
Die Ursprünge der VC 400 gehen zurück auf eine Patentanmeldung Henrich Fockes im März 1955, für ein Wandelflugzeug mit schwenkbaren Propellern. Bei im Dezember 1962 stattfindenden Besprechungen im Bundesverband der Deutschen Luft- und Raumfahrtindustrie stellte sich heraus, dass VFW und Heinkel sehr ähnliche Vorstellungen zur Konzeption eine VTOL-Transporters hatten. Nach der 1964 erfolgten Fusion von VFW und Heinkel führte das neugebildete Unternehmen die Arbeiten unter der Leitung von Siegfried Günter weiter und erstellte erste Studien für ein Kippflügelflugzeug. Vorhergehende Untersuchungen hatten gezeigt, dass die erste Generation von VTOL-Flugzeugen den an sich attraktiven Strahlantrieb mangels geeigneter Triebwerke nicht vorteilhaft nutzen konnten. Um eine baldige Realisierung eines einsatzfähigen V/STOL-Flugzeugs zu erreichen, konzentrierte sich die westliche Luftfahrtindustrie auf Kippflügelflugzeuge mit Propellerantrieb. Die Empfehlung des USAF-System-Commands, das sich im Rahmen des LIT-Programms (Light-Intratheater Transport) für ein Kippflügelflugzeug mit Propellerantrieb aussprach, war eine Bestätigung dieses Konzepts.
Neben den allgemeinen Vorteilen eines Kippflügelflugzeugs, das zum Beispiel keine zusätzlichen Hubtriebwerke benötigt, hubschrauberähnliche Eigenschaften im Schwebeflug besitzt und auf Gras- oder Ackerböden starten und landen kann, wurden für das Tandemflügelkonzept zusätzliche Vorteile ausgemacht. Dies ist nach VFW das optimale Konzept für die Anordnung von vier Propellern mit großem Durchmesser, die VTOL-Stabilisierung ist ohne Heckrotor oder zyklische Blattverstellung möglich, es können große Nicksteuermomente in der VTOL-Flugphase genutzt werden und die Flügelfläche ist relativ klein. Für das VC 400-Projekt wurden mehr als 2000 Stunden für Windkanaluntersuchungen aufgewendet. Die Ergebnisse bildeten Ende 1968 die Grundlage für die Definition der VC 400.

### Entwicklungsplanung
Entsprechend dem vorgesehenen Entwicklungsprogramm begannen Ende 1968 die Arbeiten an dem „VC 400-Prüfstand“, für die eine Dauer von etwa vier Jahren vorgesehen war. Auftraggeber war das Bundesministerium der Verteidigung, das sich die Finanzierung mit VFW-Fokker, der Motoren- und Turbinen-Union (MTU) und der United Aircraft International Standard Division (USA) teilte. Die Entwicklung des Prüfstands war Bestandteil der sogenannten „Basisentwicklung VC 400“. Der zweite Teil, der zeitweise parallel bearbeitet werden sollte, betraf die Systementwicklung und der Bau von zwei Versuchsflugzeugen, die Mitte und Ende 1973 zum Erstflug starten sollten. Der Bau einer Vorserie der militärischen Version war nach dem Entwicklungsprogramm ab Mitte 1974 geplant, die zivile Vorserie ein Jahr später. Die militärische Einsatzbereitschaft sollte 1977 erreicht sein.
Der Boden-Prüfstand sollte bei VFW-Fokker in Speyer bis Ende 1971 fertiggestellt sein und bereits aus Flugzeugteilen bestehen. Nach Plan war die Komplettierung zu einem Schwebegestell vorgesehen, um das Konzept im Schwebeflug erproben zu können. In der Entwicklungsstufe B sollte die Erprobung auf die Transition und den Schnellflug mit zwei Versuchsflugzeugen ausgedehnt werden. Die Versuchsflugzeuge V1 und V2 hatten den Fertigstellungstermin Mitte bzw. Ende 1973.

## Konstruktion
Für die Versuchsflugzeuge waren vier Turboproptriebwerke T64-GE-7 mit je 3980 PS vorgesehen. Die Triebwerksdrehzahl von 15.600 min−1 wird über ein zweistufiges Planetengetriebe auf die Propellerdrehzahl von 745 min−1 untersetzt. Die Dreiblatt-Propeller haben einen Durchmesser von 7 m und sind in konventioneller Stahl-Blattholm-Bauweise ausgeführt.
Ein Wellensystem dient zum Ausgleich eines möglichen Triebwerkausfalls im Schwebeflug und während der Transition. Hierbei sind jeweils die beiden Triebwerke einer Tragfläche verbunden und eine Längswelle im Rumpf verbindet auch die beiden Tragflächen. Die Stahlrohr-Wellen können bei einem Triebwerksausfall maximal 4000 PS übertragen.
Von den zwei Tragflächen befindet sich die längere hinten. Die vier Luftschrauben mit einem Durchmesser von je 7 Metern sind in einem Viereck angeordnet und mit den Flügeln schwenkbar. Hinter jedem Propeller ist ein Freilauf-Turboprop-Triebwerk angeordnet. Die Propeller sind durch zwei Quer- und eine Längswelle mechanisch gekuppelt. Beim Senkrechtstart werden sie nach oben gestellt, beim Vorwärtsflug dagegen nach vorne ausgerichtet.

## Varianten
Ein noch größeres Modell, die VC500, sollte 7,5 Tonnen Nutzlast mit 400 Knoten befördern, gelangte aber nicht über das Entwurfsstadium hinaus.

## Technische Einordnung

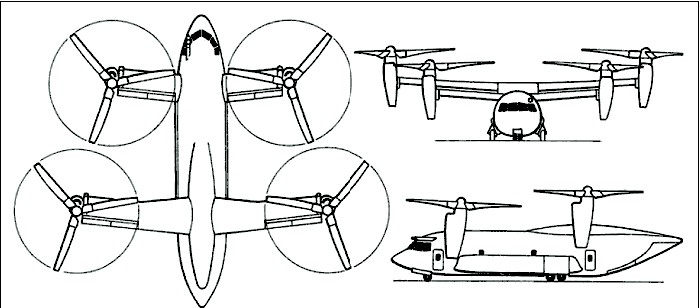
Auslegungsschema der Bell-Boeing Quad TiltRotor

Diese Bauweise wurde nur selten praktisch umgesetzt. Bisher sind mit der Bell X-22 und der Curtiss-Wright X-19, die Kipprotoren und keine Kippflügel einsetzte, nur zwei realisierte Beispiele für diese Bauweise bekanntgeworden. Derzeit (2017) befindet sich jedoch mit der Bell-Boeing Quad TiltRotor ein weiteres Projekt in einem nicht näher bekannten Konzeptstadium.